# Maria Biernacka

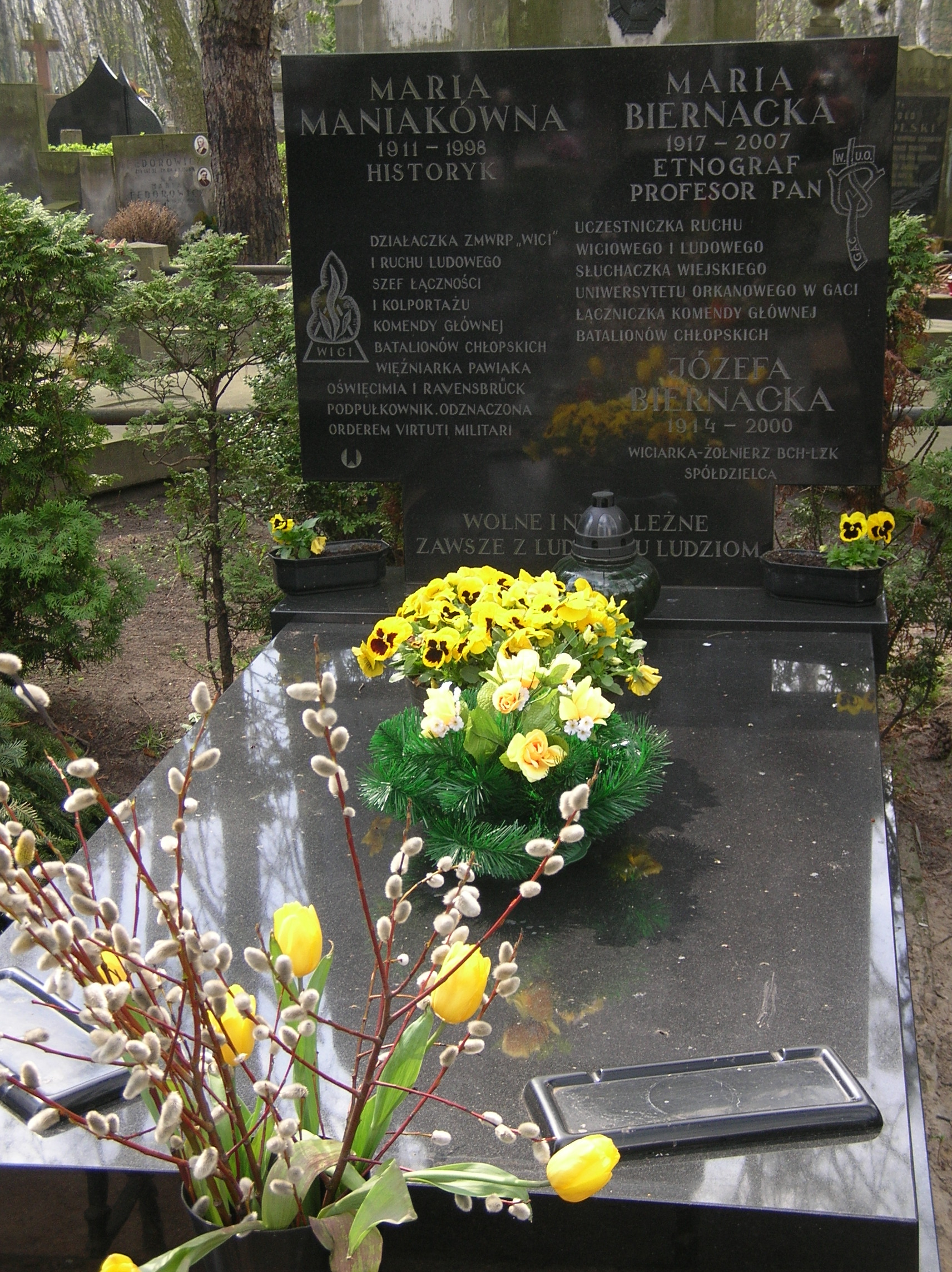
Grób Marii Maniak i Marii Biernackiej na cmentarzu Wojskowym na Powązkach

Maria Biernacka (ur. 1 listopada 1917 we wsi Potakówka na Podkarpaciu, zm. 14 kwietnia 2007 w Warszawie) – etnografka, profesor zwyczajny w Instytucie Archeologii i Etnologii Polskiej Akademii Nauk (PAN), działaczka ruchu ludowego, kapitan Batalionów Chłopskich oraz major Wojska Polskiego.

## Młodość
Urodziła się w chłopskiej rodzinie, jako najmłodsze dziecko Jana i Karoliny z Przybyłów, miała pięć sióstr i dwóch braci. Po ukończeniu szkoły podstawowej w Jedliczu k. Krosna, ze względu na trudne warunki materialne rodziny, pomagała rodzicom w gospodarstwie. Aktywnie uczestniczyła w życiu społecznym i kulturalno-oświatowym organizacji młodzieżowych działających w rodzinnej wsi.
W 1950 ukończyła studia etnograficzne na Uniwersytecie Łódzkim (UŁ), broniąc napisaną pod kierunkiem profesor Kazimiery Zawistowicz-Adamskiej pracy dyplomowej Współdziałanie gromadzkie we wsi Potakówka, pow. jasieński, od końca XIX w. do chwili bieżącej. Uzyskała stopień magistra filozofii w zakresie etnografii z etnologią.

## Działalność społeczna
Od 1933 była członkinią Koła Młodzieży Wiejskiej we wsi Potakówka, które należało początkowo do Małopolskiego Związku Młodzieży Ludowej, a w 1938 przyłączyło się do Związku Młodzieży Wiejskiej RP „Wici”. Głównym celem działalności Koła było podnoszenie poziomu życia i kultury na wsi. W 1938 wstąpiła do Stronnictwa Ludowego. Zapisała się na korespondencyjne kursy spółdzielcze, w 1939 była słuchaczką ostatniego przedwojennego kursu Uniwersytetu Ludowego im. W. Orkana w Gaci k. Przeworska, prowadzonego przez Ignacego i Zofię Solarzów oraz Bolesława Dejworka, gdzie miała okazję poznać wielu czołowych działaczy ruchu ludowego. W ramach stypendium Związku Spółdzielni Spożywców „Społem” odbyła praktykę w spółdzielniach w Markowej i Gaci.
Od grudnia 1939 do 1941 pracowała w Spółdzielni Rolniczo-Handlowej „Chłop” w Jedliczu. Na początku 1941 brała udział w organizowaniu Spółdzielni Spożywców „Przedwiośnie” w Potakówce. Jesienią tegoż roku została słuchaczką rocznego kursu Szkoły Spółdzielczej dla Dorosłych w Bychawie k. Lublina, zorganizowanej i prowadzonej przez działacza ludowego i spółdzielczego Pawła Chadaja.
2 lipca 1942 wyjechała do Warszawy, gdzie włączyła się w działalność konspiracyjną Stronnictwa Ludowego „Roch”. Podjęła pracę w łączności i kolportażu Komendy Głównej BCh, przyjmując pseudonim „Marysia”. Była współorganizatorką i działaczką Ludowego Związku Kobiet (LZK), a pod koniec 1943 została jego inspektorką na okręg warszawski.
W latach 1943–1944 studiowała na tajnych kompletach Wolnej Wszechnicy Polskiej w Warszawie, które zorganizowała Helena Brodowska, późniejsza profesor historii na Uniwersytecie Łódzkim.
Po zakończeniu wojny opuściła BCh w stopniu kapitana, w Wojsku Polskim awansowana została do stopnia majora.

## Działalność naukowa
W trakcie studiów odbyła roczną praktykę w Miejskim Muzeum Etnograficznym w Łodzi, uczestnicząc w badaniach muzealnych w Opoczyńskiem. Przez dwa lata otrzymywała stypendium magisterskie Wydziału Krajowego Ministerstwa Oświaty. Jako studentka brała również udział w zespołowych badaniach nad współdziałaniem i pomocą gospodarczą oraz flisem w Kamieńczyku nad Bugiem, prowadziła też badania nad pomocą wzajemną w Krempachach na Spiszu i w Brzozówce na Podlasiu. Po uzyskaniu magisterium została zatrudniona jako wolontariuszka w Katedrze Etnografii na Wydziale Humanistycznym UŁ, jednak w wyniku reorganizacji Katedry i ograniczenia zatrudnienia, jesienią 1951 przerwała tę pracę.
Tego samego roku przeprowadziła się do Warszawy i podjęła pracę w Centralnym Związku Spółdzielczym w dziale społeczno-samorządowym. Nadal działała w młodzieżowym ruchu ludowym. Była członkinią ZMW RP „Wici”, następnie Akademickiego Związku Młodzieży Polskiej w Łodzi, a od 1952 członkinią Zjednoczonego Stronnictwa Ludowego.
W 1954 otrzymała pracę w nowo powstałym Instytucie Historii Kultury Materialnej PAN, w Zakładzie Etnografii Polski (IHKM PAN). Początkowo pracowała jako asystentka, w latach 1963–1976 jako zastępcą kierownika, a w latach 1977–1988 jako kierownik. Pracowała tam do emerytury, czyli do końca marca 1988, prowadząc działalność naukowo-badawczą i dydaktyczną.
W 1963 uzyskała stopień doktora nauk humanistycznych w zakresie etnografii na podstawie rozprawy Wsie drobnoszlacheckie na Mazowszu i Podlasiu, której promotorem była Anna Kutrzeba-Pojnarowa. W 1974 habilitowała się w zakresie etnografii Polski, przedstawiając pracę Kształtowanie nowej społeczności wiejskiej w Bieszczadach. W 1985, po opublikowaniu książki Oświata w rozwoju kulturowym polskiej wsi, uzyskała tytuł naukowy profesora zwyczajnego.
Zainteresowania naukowe  Biernackiej koncentrowały się wokół społeczno-kulturowych przeobrażeń wsi od końca XIX w. do czasów współczesnych. Była współautorką wielu opracowań etnologicznych, których podstawą źródłową były eksploracje terenowe, prowadzone indywidualnie lub w większych zespołach badawczych. Jej dorobek naukowy obejmuje około 120 pozycji.
Była członkinią Rady Naukowej Instytutu Historii Kultury Materialnej PAN, w latach 1981–1989 należała do Prezydium Komitetu Nauk Etnologicznych PAN. Uczestniczyła w inicjatywach dokumentujących i upamiętniających historię ruchu ludowego z czasów konspiracji. W latach 90. XX w. współorganizowała Ogólnopolski Związek Żołnierzy Batalionów Chłopskich i była członkinią Zarządu Głównego. Opracowywała dokumentację dotyczącą historii BCh i LZK oraz biogramy ich działaczy. Uczestniczyła w życiu naukowym Muzeum Historii Polskiego Ruchu Ludowego w Warszawie, przez kilka lat była przewodniczącą Towarzystwa Przyjaciół Muzeum.
Od czasów wojny i tajnych kompletów, Biernacką łączyła serdeczna przyjaźń z Zawistowicz-Adamską, która była dla niej wielkim autorytetem naukowym. Wiązały je także związki z kręgiem teatrów i uniwersytetów ludowych. Biernacka nigdy nie założyła własnej rodziny, zastępował ją krąg najbliższych przyjaciół i dom, który stworzyła dla dzieci osieroconych przez zmarłą siostrę i zamordowanego pod koniec wojny szwagra.
Zmarła w Warszawie, pochowana w Alei Zasłużonych Żołnierzy Batalionów Chłopskich na cmentarzu Wojskowym na Powązkach w Warszawie (kwatera A3 tuje-3-8). Spoczywa w grobie razem z Marią Maniakówną (1911–1998) i Józefą Biernacką (1914–2000).

## Ordery i odznaczenia
- Order Krzyża Grunwaldu
- Krzyż Kawalerski Orderu Odrodzenia Polski
- Krzyż Walecznych
- Złoty Krzyż Zasługi z Mieczami[8]
- Medal 10-lecia Polski Ludowej (19 stycznia 1955)[9]

## Wybrane publikacje
1. Biernacka Maria, Potakówka. Warszawa, 1962.
2. Biernacka Maria, Wsie drobnoszlacheckie na Mazowszu i Podlasiu. Tradycje historyczne a współczesne przemiany. Wrocław–Warszawa–Kraków, 1966.
3. Biernacka Maria, Gospodarka hodowlano-pasterska w Puszczy Zielonej od końca XIX w. do lat pięćdziesiątych XX w. „Etnografia Polska”, 1968, s. 241–246.
4. Biernacka Maria, Julia Gruchalanka-Resztakowa „Hanka”. [W:] Twierdzą nam będzie każdy próg. Kobiety ruchu ludowego w walce z hitlerowskim okupantem. Sylwetki, wspomnienia, artykuły. Red. M. Jędrzejec, Warszawa, 1968, s. 266–273.
5. Biernacka Maria, Rodzina na tle społeczności lokalnej bułgarskiej wsi Gramada. „Etnografia Polska”, 1971, z. 1, s. 41–88.
6. Biernacka Maria, Oświata a społeczno-kulturowe przemiany tradycyjnej społeczności wiejskiej od końca XIX wieku do odzyskania niepodległości. „Etnografia Polska”, 1982, z. 2, s. 129–180.
7. Biernacka Maria, Oświata w rozwoju kulturowym polskiej wsi. Wrocław, 1984.
8. Biernacka Maria, Kulturowe przejawy więzi w społecznościach wiejskich. „Etnografia Polska”, 1988, z. 1, s. 223–243.
9. Biernacka Maria, Kamieńczyk nad Bugiem – osada flisacka (od końca wieku XIX do połowy XX w.). „Etnografia Polska”, 1989, z. 2, s. 364–366.
10. Biernacka Maria, Z Marysią Maniakówną przez wiele lat. [W:] Z ludźmi ku ludziom. Wspomnienia o Marii Maniakównie. Red. M. Biernacka, Z. Mierzwińska-Szybka, S. Młodożeniec-Warowna, Warszawa, 2000, s. 245–269.